# Epicoma melanospila
Epicoma melanospila (tên tiếng Anh: Black Spot Moth) là một loài bướm đêm thuộc họ Thaumetopoeidae. Nó được tìm thấy ở Úc.
Ấu trùng ăn các loài Callistemon, Eucalyptus, Leptospermum và Kunzea.

## Hình ảnh

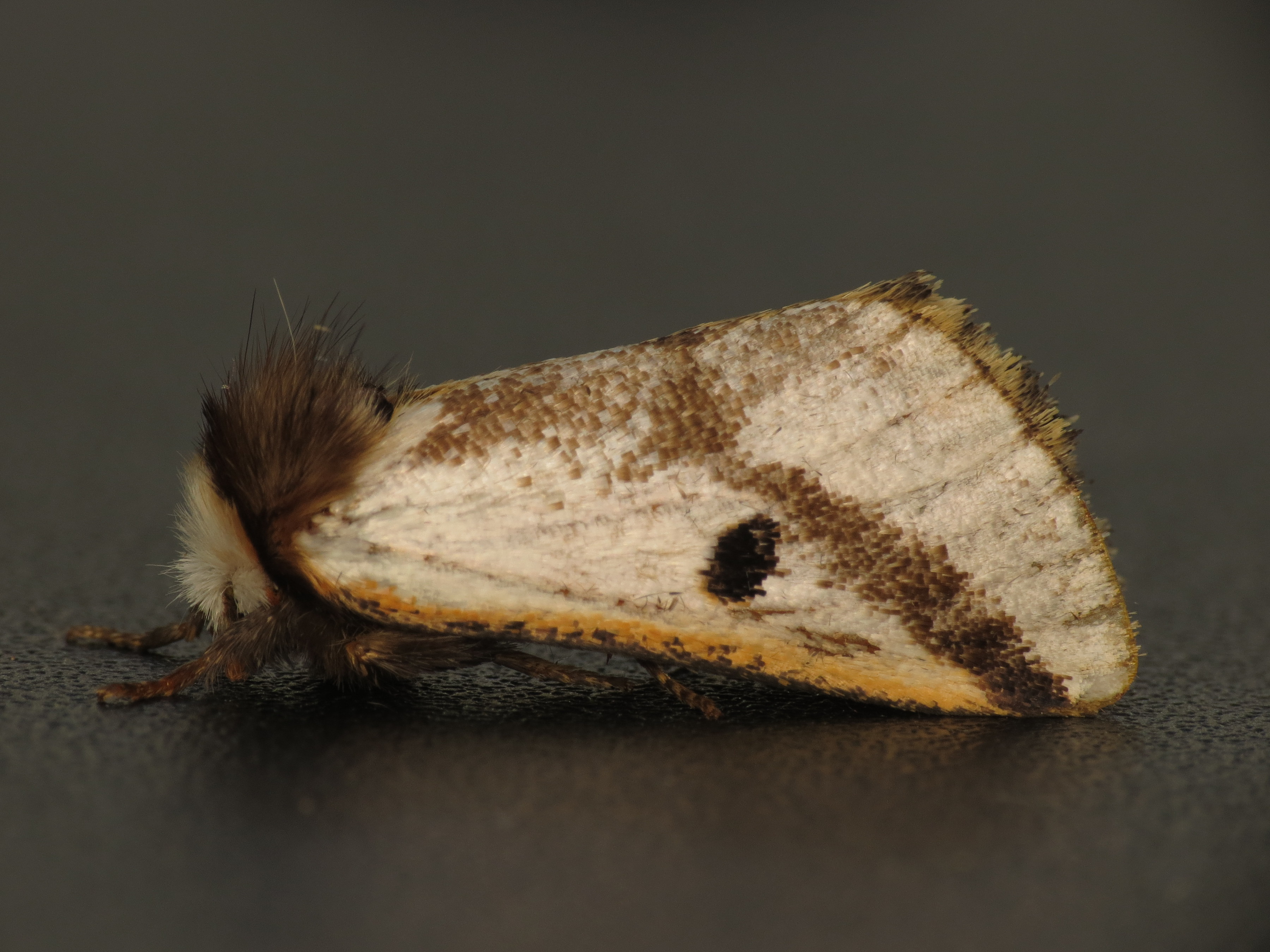
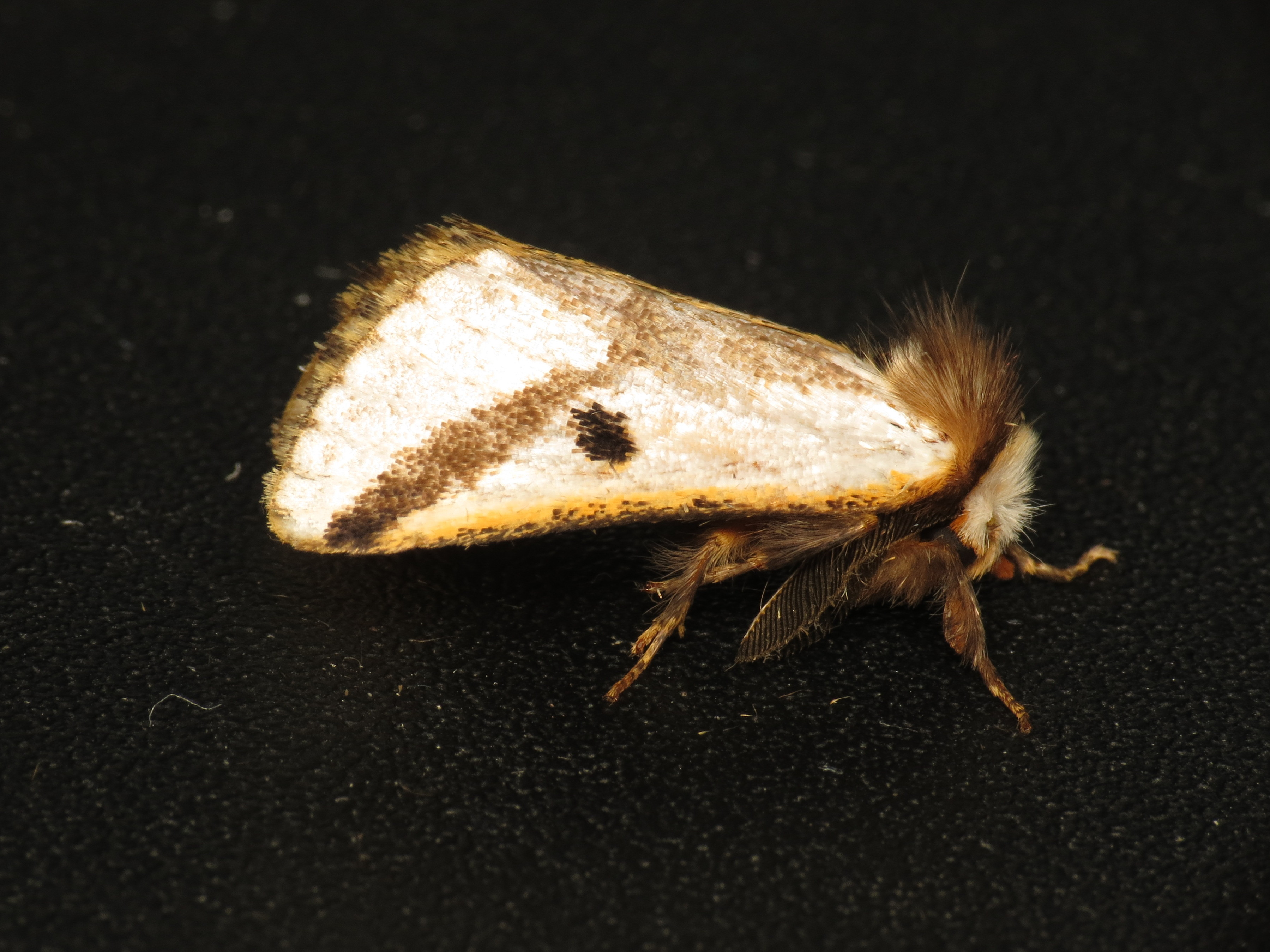
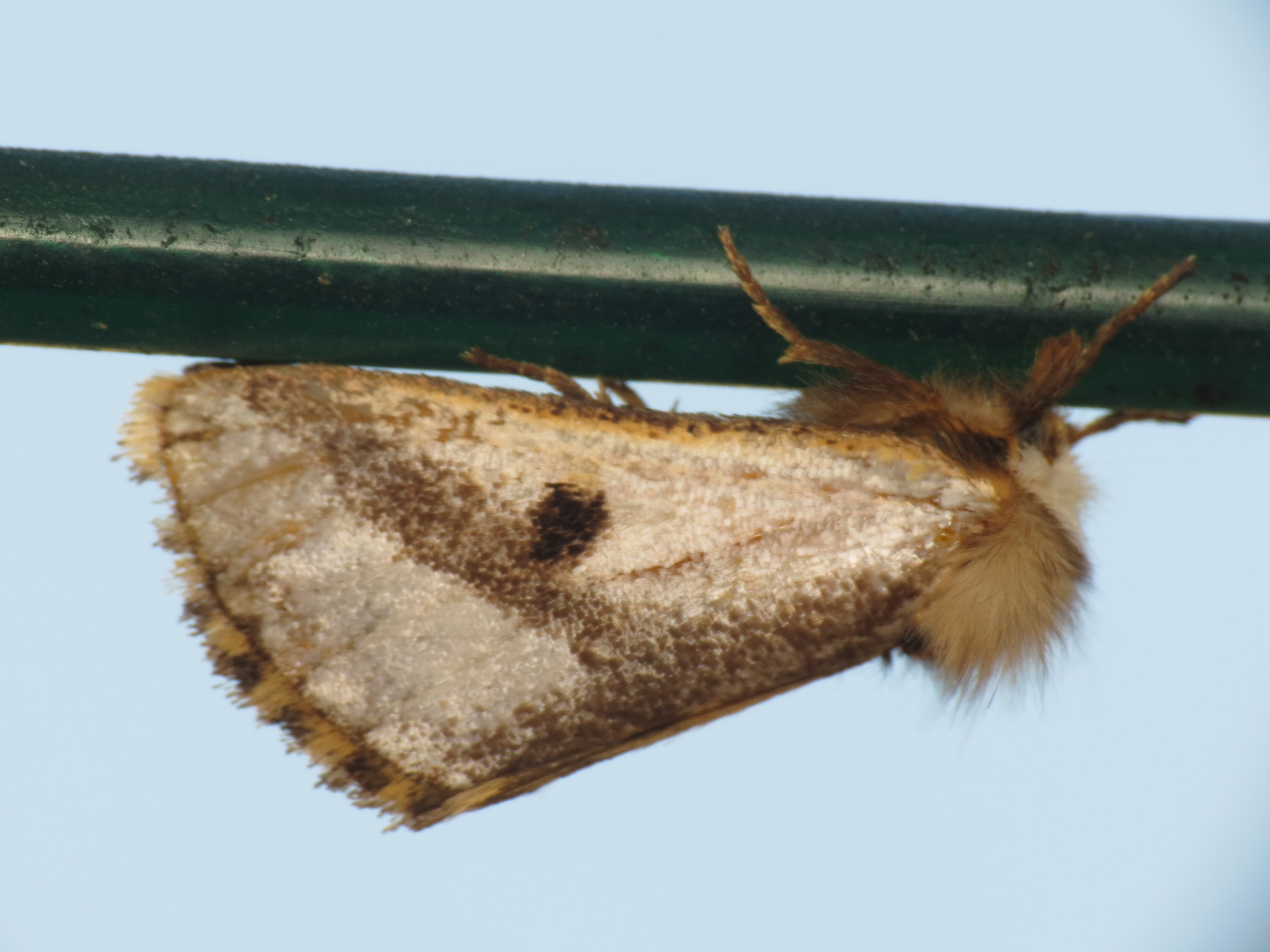
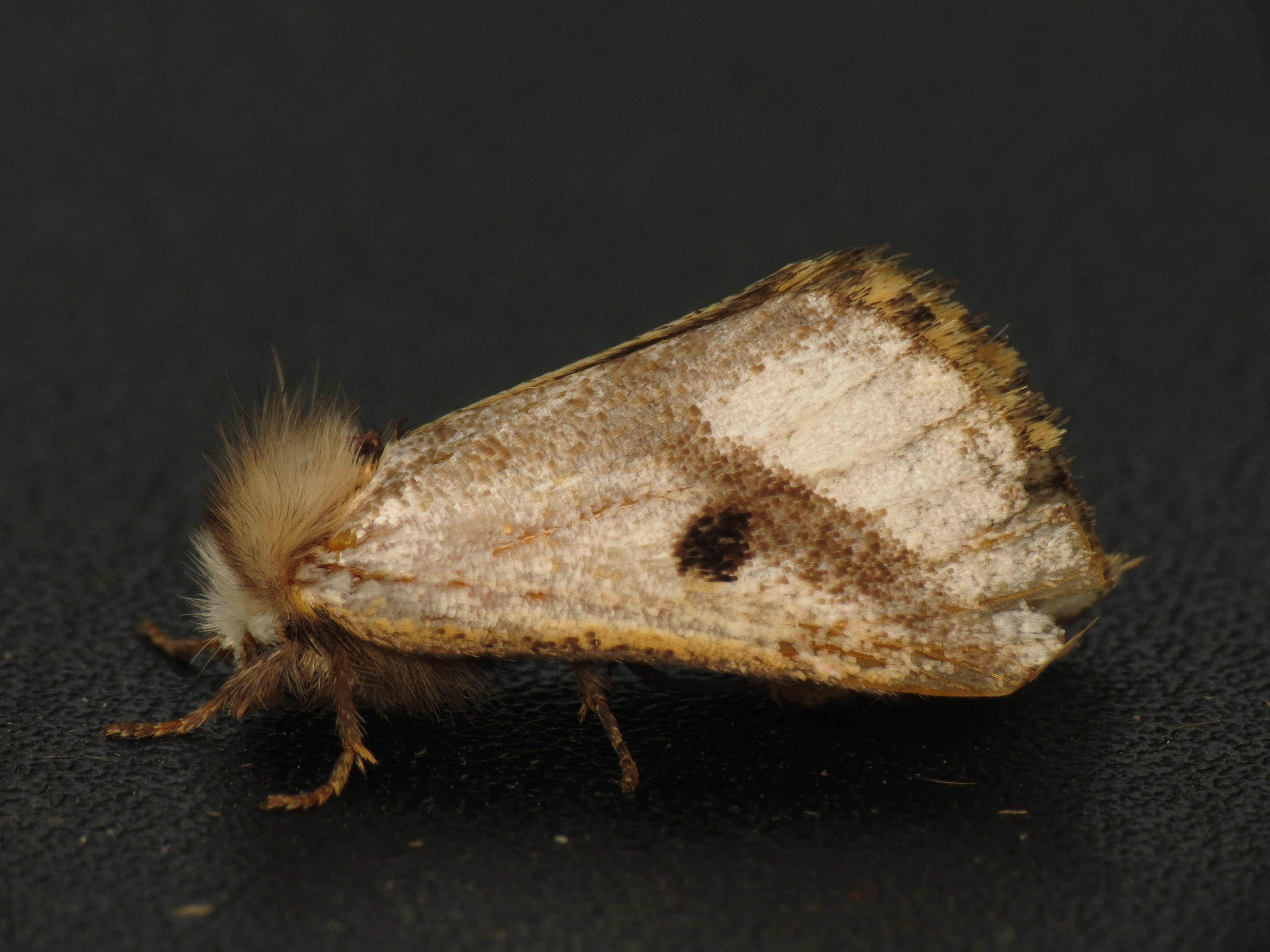